# 47 (число)
47 (со́рок сім) — натуральне число між 46 і 48.

## Математика
47 є п'ятнадцятим простим числом.

## Дати
- 47 рік
- 47 рік до н. е.

## Хімія
47 є атомним номером срібла.

## Інше
- В Японії існує легенда про 47 ронінів
- АК-47 — 7,62-мм Автомат Калашникова зразка 1947 року
- Репаблік P-47 «Тандерболт» — винищувач-бомбардувальник США, один з найрозповсюдженіших літаків Другої світової війни.
- CH-47 Chinook — транспортний гелікоптер.
- Агент 47 — кодове ім'я протагоніста в серії комп'ютерних ігор Hitman
- +47 — телефонний код Норвегії